# Vigna
Vigna is een geslacht uit de vlinderbloemenfamilie (Fabaceae). Het telt minstens negentig soorten die een pantropische verspreiding kennen. Verschillende (onder)soorten zijn bekende gewassen, zoals de adukiboon (Vigna angularis), de mungboon (Vigna radiata) en de kousenband (Vigna unguiculata subsp. sesquipedalis).

## Soorten
- Subgenus Ceratotropis
  - Vigna aconitifolia (Jacq.) Maréchal
  - Vigna angularis (Willd.) Ohwi & H. Ohashi
  - Vigna glabrescens Maréchal et al.
  - Vigna grandiflora (Prain) Tateishi & Maxted
  - Vigna hirtella Ridley
  - Vigna minima (Roxb.) Ohwi & H. Ohashi
  - Vigna mungo (L.) Hepper
  - Vigna nakashimae (Ohwi) Ohwi & H. Ohashi
  - Vigna nepalensis Tateishi & Maxted
  - Vigna radiata (L.) Wilczek
  - Vigna reflexopilosa Hayata
  - Vigna riukiuensis (Ohwi) Ohwi & H. Ohashi
  - Vigna stipulacea Kuntze
  - Vigna subramaniana (Babu ex Raizada) M. Sharma
  - Vigna tenuicaulis N. Tomooka & Maxted
  - Vigna trilobata (L.) Verdc.
  - Vigna trinervia (Heyne ex Wall.) Tateishi & Maxted
  - Vigna umbellata (Thunb.) Ohwi & H. Ohashi
- Subgenus Haydonia
  - Vigna monophylla Taub.
  - Vigna nigritia Hook. f.
  - Vigna schimperi Baker
  - Vigna triphylla (R. Wilczek) Verdc.
- Subgenus Lasiospron
  - Vigna diffusa (Scott-Elliot) A. Delgado & Verdc.
  - Vigna juruana (Harms) Verdc.
  - Vigna lasiocarpa (Mart. ex Benth.) Verdc.
  - Vigna longifolia (Benth.) Verdc.
  - Vigna schottii (Bentham) A. Delgado & Verdc.
  - Vigna trichocarpa (C. Wright ex Sauvalle) A. Delgado
  - Vigna vexillata (L.) A. Rich.
- Subgenus Vigna
  - Vigna ambacensis Welw. ex Bak.
  - Vigna angivensis Baker
  - Vigna filicaulis Hepper
  - Vigna friesiorum Harms
  - Vigna gazensis Baker f.
  - Vigna hosei (Craib) Backer
  - Vigna luteola (Jacq.) Benth.
  - Vigna membranacea A. Rich.
  - Vigna monantha Thulin
  - Vigna racemosa (G. Don) Hutch. & Dalziel
  - Vigna subterranea (L.) Verdc.
  - Vigna unguiculata (L.) Walp.
- Incertae sedis
  - Vigna comosa
  - Vigna dalzelliana
  - Vigna debilis Fourc.
  - Vigna decipiens
  - Vigna dinteri Harms
  - Vigna dolichoides Baker in Hooker f.
  - Vigna frutescens
  - Vigna gracilis
  - Vigna kirkii
  - Vigna lanceolata
  - Vigna lobata (Willd.) Endl.
  - Vigna lobatifolia
  - Vigna marina (Burm.f.) Merr.
  - Vigna multiflora
  - Vigna nervosa
  - Vigna oblongifolia
  - Vigna owahuensis Vogel
  - Vigna parkeri
  - Vigna pilosa

... · 
Abrus · 
Acacia · 
Acosmium · 
Adenanthera · 
Adenocarpus · 
Adenodolichos · 
Adenopodia · 
Adesmis · 
Aenictophyton · 
Aeschynomene · 
Afzelia · 
Aganope · 
Albizia · 
Alhagi · 
Alysicarpus · 
Amblygonocarpus · 
Amherstia · 
Andira · 
Angylocalyx · 
Aotus · 
Anthyllis · 
Arachis · 
Archidendropsis · 
Aspalathus · 
Astragalus (hokjespeul) · 
Austrosteenisia · 
Baphia · 
Bauhinia · 
Brachystegia · 
Bolusafra · 
Butea · 
Caesalpinia · 
Cajanus · 
Calicotome · 
Carmichaelia · 
Carrissoa · 
Cassia · 
Castanospermum · 
Ceratonia · 
Chamaecytisus · 
Cicer · 
Clianthus · 
Clitoria · 
Cordyla · 
Coronilla · 
Crotalaria · 
Cyamopsis · 
Cyclopia (honingbos) · 
Cytisus · 
Dalbergia · 
Daviesia · 
Delonix · 
Derris · 
Dialium · 
Dicraeopetalum · 
Dichrostachys · 
Dipteryx · 
Enterolobium · 
Eperua · 
Erythrina (koraalboom) · 
Erythrophleum · 
Faidherbia · 
Genista (heidebrem) · 
Glycine · 
Glycyrrhiza · 
Hardenbergia · 
Hovea · 
Indigofera · 
Inga · 
Lathyrus · 
Lens · 
Lonchocarpus · 
Lotus (rolklaver) · 
Lupinus (lupine) · 
Macrotyloma · 
Medicago (rupsklaver) · 
Melilotus (honingklaver) · 
Mimosa · 
Mora · 
Myroxylon · 
Newtonia · 
Onobrychis · 
Ononis (stalkruid) · 
Ormosia · 
Ougeinia · 
Pachyrhizus · 
Parkia · 
Parkinsonia · 
Parochetus · 
Pericopsis · 
Phaseolus · 
Physostigma · 
Pisum (erwt) · 
Prosopis · 
Psophocarpus · 
Psoralea · 
Pterocarpus · 
Pueraria · 
Racosperma · 
Robinia · 
Rothia · 
Securigera · 
Senegalia · 
Senna · 
Serianthes · 
Sesbania · 
Sophora · 
Spartium · 
Sphenostylis · 
Streblorrhiza · 
Strongylodon · 
Stylosanthes · 
Styphnolobium · 
Swainsona · 
Tamarindus · 
Tephrosia · 
Teramnus · 
Tetragonolobus · 
Tetrapleura · 
Trifolium (klaver) · 
Trigonella (hoornklaver) · 
Ulex · 
Uraria · 
Vachellia · 
Vicia (wikke) · 
Vigna · 
Viminaria · 
Virgilia · 
Wisteria (blauweregen) · 
Zornia · 
Zygocarpum · 
...